# Macsane ibne Ziri
Macsane ibne Ziri (Maksan ibn Ziri) foi general berbere sanhaja do Califado Fatímida e filho do fundador epônimo da dinastia zírida, Ziri ibne Manade, que governou a Ifríquia e uma das taifas do Alandalus. Rebelou-se contra seu sobrinho Badis (r. 996–1016) e foi morto em 1001 por seu parente Hamade.

## Vida

Reino Zírida ca. 1000

Macsane era filho de Ziri ibne Manade, o fundador epônimo da dinastia zírida, e irmão de Bologuine, Zaui, Abul Biar, Halal, Maganine e Areme. Teve ao menos 3 filhos, Badis, Habus e Mocene. Em 999, seu sobrinho, o emir Badis (r. 996–1016), nomeou seu tio Ituefete como governador conjunto de Tierte e Achir, no Magrebe Central. Tal nomeação levou Macsane e seus irmãos a rebelarem-se. Badis enviou seu tio Hamade contra eles, que foram derrotados em 1001 e fugiram ao monte Chenua. Exceto Macsane, que foi capturado e lançado aos cães para ser devorado, os sobreviventes foram poupados desde que partissem ao Califado de Córdova, no Alandalus.  Uma das fontes consultadas por ibne Caldune, o principal cronista sobre os zíridas, relatou que Mocene e Badis foram mortos com o pai, enquanto Habus sobreviveu com os refugiados e tornar-se-ia emir da Taifa de Granada.